# Páger Antal-színészdíj
A Páger Antal-színészdíj (a köznyelvben gyakran csak Páger-díj vagy Páger-gyűrű) egy 2001-ben alapított díj, amit a makói képviselő-testület hívott életre, hogy méltó emléket állítson a város nagy szülöttének, Páger Antalnak. A kitüntetést évente egyszer egy színésznek ítélik oda. A szakmai kuratórium tagjai: Hegedűs D. Géza, Tordy Géza, Szalma Tamás, Réz András filmesztéta és Gyarmati Antal. Odaítélésének fő szempontjai az eszköztelen színjátszás és a págeri hitvallás gyakorlása. Az eseményen díszvendégként részt vesznek Páger Antal még élő rokonai: lánya, illetve három unokája, dédunokái, valamint családtagjaik.
A Páger-gyűrű Páger Antal arany pecsétgyűrűjének pontos mása. A család hozzájárult, hogy évente egy példányban a gyűrű másolata elkészülhessen. A gyűrűt maga Páger Antal is díjként kapta, nyolcvanéves korában, a Vígszínháztól.
A rendezvény mindig a Hagymaházban zajlik; megtekintése ingyenes. A gyűrű átadása után Réz András beszélget a meghívott és díjazott színművésszel. A díjátadó napján, a műsor előtt a város képviselőtestülete és a gyűrűvel jutalmazott művész megkoszorúzza Téni bácsi szülőházát.

## Díjazottak
- 2002 – Halász Judit
- 2003 – Garas Dezső
- 2004 – Király Levente[1]
- 2005 – Venczel Vera
- 2006 – Csákányi Eszter[2]
- 2007 – Kern András[3]
- 2008 – Törőcsik Mari[4]
- 2009 – Kulka János[5]
- 2010 – Bánsági Ildikó[6]
- 2011 – Rudolf Péter[7]
- 2012 – Kútvölgyi Erzsébet[8]
- 2013 – Cserhalmi György[9]
- 2014 – Gáspár Sándor[10]
- 2015 – Udvaros Dorottya[11]
- 2016 – Csuja Imre[12]
- 2017 – Eszenyi Enikő[13]
- 2018 – Gálffi László[14]
- 2019 – Hegyi Barbara[15]
- 2020 – Bodrogi Gyula[16]
- 2021 – Básti Juli[17]
- 2022 – Szacsvay László[18]
- 2023 – Kováts Adél[19]
- 2024 – Lukács Sándor[20]
- 2025 – Szirtes Ági[21]
- 2026 – Scherer Péter[22]